# Les Aspres
Les Aspres è un comune francese di 709 abitanti situato nel dipartimento dell'Orne nella regione della Normandia.

## Società

### Evoluzione demografica
Abitanti censiti